# Edmund White
Edmund Valentine White III (ur. 13 stycznia 1940 w Cincinnati, zm. 3 czerwca 2025) – amerykański powieściopisarz, dramatopisarz, nowelista i krytyk literacki.
Uchodził za jednego z najwybitniejszych pisarzy amerykańskich przedstawiających problematykę homoseksualizmu. Na język polski prozę Edmunda White’a tłumaczyli Jerzy Jarniewicz, Jacek Dehnel, Piotr Tarczyński, Andrzej Sosnowski i Szymon Żuchowski. Był zdeklarowanym gejem.
Studiował na Uniwersytecie Michigan (w Ann Arbor). W latach 1962–1979 pracował dla tygodnika „Time”. Wykładał na Uniwersytecie Johnsa Hopkinsa (w Baltimore), a następnie w latach 1981–1983 na Uniwersytecie Columbia (w Nowym Jorku). Na Uniwersytecie Yale i Uniwersytecie w Princeton prowadził zajęcia z pisania kreatywnego. W latach 1983–1990 mieszkał Paryżu, nadal wykładając na amerykańskich uczelniach. Był członkiem wielu stowarzyszeń literackich.

## Twórczość
Wśród wcześniejszych utworów White’a znajdują wyrafinowane poetyckie powieści nie poruszające tematyki homoseksualnej w sposób tak wyrazisty jak późniejsze dzieła: debiutancka powieść Zapominanie Eleny (przekład polski: Andrzej Sosnowski i Szymon Żuchowski) oraz Nocturnes for the King of Naples (1978, Nokturny dla króla Neapolu).
Znaczący rozgłos przyniosła mu powieść A Boy’s Own Story (1982, Spowiedź chłopca), ukazująca dzieciństwo i wczesną młodość chłopaka, który odkrywa swą seksualną odmienność na tle represyjnego klimatu Ameryki lat 50. XX w. Homoseksualizm bohatera rodzice uważają za chorobę, co usiłuje on pogodzić z normalną edukacją i życiem rodzinnym. Bardzo osobista i intymna narracja książki, a przewrotne zakończenie było porównywane przez krytyków do najlepszych powieści Geneta i Gombrowicza.
Powieść stanowi pierwszą część autobiograficznej trylogii, której kolejna, The Beautiful Room is Empty (Piękny pokój jest pusty), ukazała się pięć lat później. Jej bohater, tradycyjnie wychowany młodzieniec, ukazany w kontekście społeczno-środowiskowym, zmaga się z akceptacją własnej orientacji seksualnej. Tło ostatnich kart powieści stanowią sceny nowojorskich zamieszek ulicznych na Christopher Street latem 1969, które stały się pierwszym aktem gay liberation movement. Trzecia część, The Farewell Symphony (1997), jest obrazem dwudziestu lat dorosłości bohatera do początku lat 90.
White jest współautorem wydanego w 1977 opracowania The Joy of Gay Sex (Radość gejowskiego seksu). Wśród jego publikacji znajdują się nowele poruszających problematykę AIDS oraz liczne artykułów i szkice o tematyce gejowskiej, w tym również wydana w 1980 praca pt. States of Desire: Travels in Gay America (Stany pożądania. Podróże po gejowskiej Ameryce).
Spod pióra White’a wyszły również trzy biografie pisarzy homoseksualistów. W 1993 ukazało się, będące owocem siedmioletniej pracy, 700-stronicowe opracowanie życiorysu Jeana Geneta (Genet: A Biography), wydane niemal równocześnie w Anglii, Ameryce i Francji, uchodące za najdonioślejsze dzieło krytyczne o tym pisarzu. W 1998 ukazała się biografia Marcel Proust, a w 2008 Rimbaud: The Double Life of a Rebel.